# Victor Francen
Victor Francen, nato Victor Franssens (Tienen, 5 agosto 1888 – Saint-Cannat, 18 novembre 1977), è stato un attore belga.

## Biografia
Nato a Tienen (Belgio), figlio di un commissario di polizia, Victor Francen studiò arte drammatica a Parigi sotto la direzione di Paul Mounet e debuttò sui palcoscenici francesi all'inizio degli anni venti, recitando in opere di Henri Bernstein, Georges Bataille ed Edmond Rostand, che lo videro calcare anche le scene della Comédie Française.
Nello stesso periodo Francen apparve anche in alcuni film muti, ma continuò a privilegiare il teatro, che lo portò a girare l'Europa e ad andare in tournée in Canada e in Sudamerica. La sua carriera cinematografica riprese all'inizio degli anni trenta, con il ruolo del Profeta nel film La fine del mondo (1931) di Abel Gance, pellicola che inaugurò per Francen un decennio di intensa attività sul grande schermo.
Alla vigilia dell'occupazione nazista in Francia, nel 1940 Francen decise di rifugiarsi negli Stati Uniti per intraprendere una nuova carriera. Con la sua capacità di parlare correntemente l'inglese, e grazie all'interessamento dell'attore Charles Boyer, Francen si assicurò il ruolo di Van Den Luecken, un celebre professore universitario di Bruxelles, nel film La porta d'oro (1941). Il regista Julien Duvivier, con cui aveva già lavorato in Francia nel film I prigionieri del sogno (1939), gli affidò un ruolo nella pellicola a episodi Destino (1942), prodotta dalla Twentieth Century Fox.
Ma fu l'anno successivo che Francen si affermò definitivamente sugli schermi americani come eccellente attore caratterista, specializzato in ruoli di elegante villain e di ambiguo gentiluomo. Il personaggio di un procuratore della repubblica sovietica in Mission to Moscow (1943), gli fece ottenere un contratto di sette anni con la casa produttrice Warner Brothers, di cui l'attore divenne una delle vedette.
Il 1944 fu un anno d'oro per Francen: sperando di replicare il grande successo di Casablanca (1942), la Warner Bros. produsse I cospiratori (1944), una pellicola che riprendeva il tema della lotta tra nazisti e antinazisti, ambientandola a Lisbona e utilizzando nuovamente Paul Henreid, Peter Lorre e Sydney Greenstreet nel cast e Michael Curtiz alla regia. Francen fu diretto da Curtiz anche nel successivo Il giuramento dei forzati (1944), altra pellicola di propaganda in cui l'attore vestì l'uniforme del capitano Patain Malo, comandante del cargo Ville de Nancy, antagonista di un omologo capitano favorevole invece alla Repubblica di Vichy, interpretato ancora una volta dall'imponente Greenstreet. Nel film apparvero altri attori reduci da Casablanca, il protagonista Humphrey Bogart, Claude Rains, Helmut Dantine e nuovamente Peter Lorre. Francen, Greenstreet e Lorre apparvero poi insieme in un'altra pellicola noir della Warner, La maschera di Dimitrios (1944). Francen recitò ancora con Lorre in Il mistero delle 5 dita (1946), e con Greenstreet in Appassionatamente (1946).
Durante il suo fortunato periodo a Hollywood, Francen continuò a lavorare in teatro, recitando in francese in Canada e in inglese sulle scene di Broadway, con lavori quali The Walking Gentleman e The Strong Are Lonely. Nel 1948 fece ritorno in Francia, dove girò il suo ultimo film per la Warner, La donna del traditore (1948), accanto a Viveca Lindfors. Durante gli anni cinquanta Francen rallentò l'attività e si concesse poche e selezionate apparizioni sul grande schermo, prevalentemente in produzioni americane girate in Europa, come Operazione mistero (1954) di Samuel Fuller, e Addio alle armi (1957), con Rock Hudson, Jennifer Jones e Vittorio De Sica. Lavorò inoltre con Fritz Lang in due avventure esotiche, La tigre di Eschnapur (1959) e Il sepolcro indiano (1959).
Ormai settantenne, all'inizio degli anni sessanta Francen fece ancora un'apparizione di rilievo in Fanny (1961), nei panni del fratello più anziano di Panisse (Maurice Chevalier), e in La Grande frousse (1964) di Jean-Pierre Mocky, nelle vesti del dottor Chabert. La sua carriera si concluse con il ruolo di Don Federico in un episodio della serie televisiva Le spie (1966).
Sposato tre volte, con Eleanor Kreutzer, con Renée Corciade, e l'ultima nel 1934 con l'attrice francese Mary Marquet, Victor Francen morì nel 1977, all'età di ottantanove anni, a Saint-Cannat (Provence-Alpes-Côte d'Azur).

## Filmografia

### Cinema
- Crépuscule d'épouvante, regia di Henri Étiévant (1921)
- La neige sur les pas, regia di Henri Étiévant (1923)
- Le Doute, regia di Gaston Roudés (1923)
- La fine del mondo (La Fin du monde), regia di Abel Gance (1931)
- L'Aiglon, regia di Viktor Tourjansky (1931)
- Aprés l'amour, regia di Léonce Perret (1931)
- Ariane, jeune fille russe, regia di Paul Czinner (1932)
- Mélo, regia di Paul Czinner (1932)
- Les Ailes briseés, regia di André Berthomieu (1933)
- Donna di lusso (Le Voleur), regia di Maurice Tourneur (1933)
- L'Aventurier, regia di Marcel L'Herbier (1934)
- Vigilia d'armi (Veille d'armes), regia di Marcel L'Herbier (1935)
- Le Chemineau, regia di Fernand Rivers (1935)
- La porta dell'infinito (La Porte du large), regia di Marcel L'Herbier (1936)
- Caccia riservata (Le Roi), regia di Pierre Colombier (1936)
- Tamara (Tamara la Complaisante), regia di Jean Delannoy e Félix Gandéra (1937)
- Notti di fuoco (Nuits de feu), regia di Marcel L'Herbier (1937)
- L'appello alla vita (Appel de la vie), regia di Georges Neveux (1937)
- Double Crime sur la ligne Maginot, regia di Félix Gandéra (1937)
- Fuoco! (Feu!), regia di Jacques de Baroncelli (1937)
- L'insidia dorata (Forfaiture), regia di Marcel L'Herbier (1937)
- Io accuso (J'accuse!), regia di Abel Gance (1938)
- La vergine folle (La Vierge folle), regia di Henri Diamant-Berger (1938)
- I prigionieri del sogno (La Fin du jour), regia di Julien Duvivier (1939)
- Entente cordiale, regia di Marcel L'Herbier (1939)
- L'uomo del Niger (L'Homme du Niger), regia di Jacques de Baroncelli (1940)
- La porta d'oro (Hold Back the Dawn), regia di Mitchell Leisen (1941)
- Il peccatore di Tahiti (The Tuttles of Tahiti), regia di Charles Vidor (1942)
- I cavalieri azzurri (Ten Gentlemen from West Point), regia di Henry Hathaway (1942)
- Destino (Tales of Manhattan), regia di Julien Duvivier (1942)
- Mission to Moscow, regia di Michael Curtiz (1943)
- Madame Curie, regia di Mervyn LeRoy (1943)
- Il canto del deserto (The Desert Song), regia di Robert Florey (1943)
- Bombe su Varsavia (In Our Time), regia di Vincent Sherman (1944)
- Il giuramento dei forzati (Passage to Marseille), regia di Michael Curtiz (1944)
- La maschera di Dimitrios (The Mask of Dimitrios), regia di Jean Negulesco (1944)
- I cospiratori (The Conspirators), regia di Jean Negulesco (1944)
- L'agente confidenziale (Confidential Agent), regia di Herman Shumlin (1945)
- Duello a S. Antonio (San Antonio), regia di David Butler e, non accreditati, Robert Florey e Raoul Walsh (1945)
- Appassionatamente (Devotion), regia di Curtis Bernhardt (1946)
- Notte e dì (Night and Day), regia di Michael Curtiz (1946)
- Il mistero delle 5 dita (The Beast with Five Fingers), regia di Robert Florey (1946)
- La morte è discesa a Hiroshima (The Beginning or the End), regia di Norman Taurog (1947)
- La donna del traditore (To the Victor), regia di Delmer Daves (1948)
- La Révoltée, regia di Marcel L'Herbier (1948)
- Il romanzo di un chirurgo (La Nuit s'achève), regia di Pierre Meré (1950)
- L'avventuriero di New Orleans (Adventures of Captain Fabian), regia di William Marshall e Robert Florey (1951)
- Operazione mistero (Hell and High Water), regia di Samuel Fuller (1954)
- Il dubbio dell'anima (Bedevilled), regia di Mitchell Leisen (1955)
- Addio alle armi (A Farewell to Arms), regia di Charles Vidor (1957)
- La tigre di Eschnapur (Der Tiger von Eschnapur), regia di Fritz Lang (1959)
- Il sepolcro indiano (Das indische Grabmal), regia di Fritz Lang (1959)
- Journey to the Lost City, regia di Fritz Lang (1960)
- Fanny, regia di Joshua Logan (1961)
- La Grande frousse, regia di Jean-Pierre Mocky (1964)
- Top Crack, regia di Mario Russo (1967)

### Televisione
- ITV Play of the Week – serie TV, 1 episodio (1958)
- Letter to Loretta – serie TV, episodio 7x01 (1959)
- Le spie (I Spy) – serie TV, episodio 2x04 (1966)

## Doppiatori italiani
Nelle versioni in italiano delle opere in cui ha recitato, Victor Francen è stato doppiato da:
- Amilcare Pettinelli in La porta d'oro
- Sandro Ruffini in Duello a S. Antonio
- Augusto Marcacci in Operazione mistero, Addio alle armi